# 納爾遜·曼德拉灣大都會自治市
納爾遜·曼德拉灣大都會自治市是南非八個大都會自治市之一。自治市座落於東開普省的阿爾哥亞灣海岸边，其范围包含伊莉莎白港、邻近的埃滕哈赫、德斯帕奇等城鎮，以及周圍的农村地區。
市名“納爾遜·曼德拉灣大都會自治市”被用來紀念南非前總統纳尔逊·曼德拉，尽管在自治市所辖范围内并没有与之相关的地理特征。

## 歷史
在2001年，納爾遜·曼德拉灣大都會自治市成立了一個行政區域，覆蓋伊莉莎白港、鄰近的埃滕哈赫和德斯帕奇等鎮以及周圍的農業區。

## 人口和統計

納爾遜·曼德拉灣大都會自治市的母語地區分佈。
南非語
英語
科薩語
無一語言佔優勢

截至2001年人口普查，納爾遜·曼德拉灣大都會自治市有1,005,776人和260,798戶。官方在2007年的人口估計數為1,050,930。
在2007年的人口普查中，60.4%的受訪者稱自己為黑人、22.6%為有色人、16.1%白人、0.9%為印度人／亞裔。
最大的宗教團體是基督宗教（89.4%）、無宗教（6.1%）、伊斯蘭教（1.5%）、猶太教（0.4%）和印度教（0.3%）。
57.3%的居民以科薩語作為母語。29.7%以南非語為母語，而英語則為12.1%。
- 所有家庭中有16.0%是單身人士。
- 平均家庭大小是3.86。
- 中位年齡為26歲。
- 每100名女性中有91.2名男性。
- 15至65歲人口中有28.2%失業。
- 15至65歲的在職成年人的年收入中位數為21,837蘭特（3,282美元）。

根據2009年版的市政2006－2011年綜合發展計劃，製造業是當地經濟的最大單一貢獻者（33%），其次則是社區服務（27%）。旅遊業是近年來創造就業機會的一個重要經濟部門，這在很大程度上歸功於納爾遜·曼德拉灣大都會自治市的海濱位置以及豐富而未受破壞的海灘，其中四個海灘更擁有藍旗地位。
100%的家庭可以在200米半徑範圍內獲得水源。91%的家庭可以獲得基本的衛生設施。100%在市區邊界的家庭可以獲得基本的固體廢物清除，97%正式劃定的自治市住宅區家庭可以獲得基本的電力。該自治市擁有41間常設與衛星診所、13間流動診所、8間醫院、22座圖書館、31個社區與市政廳、79個體育設施、19個海灘、18個泳池、273所學校、1所大學（納爾遜·曼德拉大學）、4所技術學院以及2個繼續教育與培訓機構。

## 政治
納爾遜·曼德拉灣大都會自治市的行政事務由其市議會負責。自治市市議會由聯立制所產生的120名議員組成。當中60名議員通過60個選區的領先者當選制選舉產生，而其餘60名議員則從政黨名單中選出，因此政黨代表總數與選票總數成正比。
自2000年至2016年成立以來，市議會一直由非洲人國民大會主導。最近一次在2016年8月3日的選舉中，非國大失去了多數席位，而民主聯盟則擁有57個席位，成為最大黨派。然而，民主聯盟亦需要多取4個席位才能成為多數。2016年8月17日，民主聯盟宣布與非洲基督教民主黨、人民大會和聯合民主運動組成聯合政府。聯合民主運動後來退出，並由愛國聯盟所取代。
2018年8月，民主聯盟議員維克多·曼亞提在對同黨的議長喬納森·勞拉克不信任動議中棄權。最終，不信任動議以60票對59票獲通過，勞拉克辭任議長一職。民主聯盟及其支持者之後離開了議會，在他們缺席的情況下，聯合民主運動候選人蒙加梅尼·博巴尼以61票贊成、0票反對當選下順利市長。隨後，博巴尼幾乎完全任命非國大黨員來組成市長委員會。
下表顯示了2016年選舉的結果：
| 政黨 | 政黨                   | 選票    | 選票    | 選票    | 選票  | 席位 | 席位 | 席位 |
| 政黨 | 政黨                   | 選區    | 名單    | 合計    | %     | 選區 | 名單 | 合計 |
| ---- | ---------------------- | ------- | ------- | ------- | ----- | ---- | ---- | ---- |
|      | 民主聯盟               | 177,920 | 177,551 | 355,471 | 46.7  | 24   | 33   | 57   |
|      | 非洲人國民大會         | 153,496 | 157,920 | 311,416 | 40.9  | 35   | 15   | 50   |
|      | 經濟自由戰士           | 19,819  | 19,132  | 38,951  | 5.1   | 1    | 5    | 6    |
|      | 聯合民主運動           | 7,600   | 6,969   | 14,569  | 1.9   | 0    | 2    | 2    |
|      | 非洲獨立大會           | 1,078   | 6,144   | 7,222   | 1.0   | 0    | 1    | 1    |
|      | 東開普省聯合陣線       | 4,133   | 3,048   | 7,181   | 0.9   | 0    | 1    | 1    |
|      | 無黨籍                 | 7,142   | –       | 7,142   | 0.9   | 0    | 0    | 0    |
|      | 人民大會               | 2,929   | 2,658   | 5,587   | 0.7   | 0    | 1    | 1    |
|      | 非洲基督教民主黨       | 1,399   | 1,313   | 2,712   | 0.4   | 0    | 1    | 1    |
|      | 愛國聯盟               | 930     | 1,110   | 2,040   | 0.3   | 0    | 1    | 1    |
|      | 自由陣線加             | 976     | 941     | 1,917   | 0.3   | 0    | 0    | 0    |
|      | 基督教民主黨           | 1,254   | 133     | 1,386   | 0.2   | 0    | 0    | 0    |
|      | 阿扎尼亞泛非主義者大會 | 447     | 862     | 1,309   | 0.2   | 0    | 0    | 0    |
|      | 另類民主黨人           | 287     | 942     | 1,229   | 0.2   | 0    | 0    | 0    |
|      | 非洲人民會議           | 142     | 591     | 733     | 0.1   | 0    | 0    | 0    |
|      | 南非獨立公民組織       | 256     | 467     | 723     | 0.1   | 0    | 0    | 0    |
|      | 阿扎尼亞人民組織       | 303     | 358     | 661     | 0.1   | 0    | 0    | 0    |
|      | 烏班圖黨               | 165     | 143     | 308     | 0.0   | 0    | 0    | 0    |
|      | 非洲力量運動           | 150     | 96      | 246     | 0.0   | 0    | 0    | 0    |
|      | 建立一個有凝聚力的社會 | 123     | 111     | 234     | 0.0   | 0    | 0    | 0    |
| 合計 | 合計                   | 380,548 | 380,489 | 761,037 | 100.0 | 60   | 60   | 120  |
| 廢票 | 廢票                   | 6,954   | 6,569   | 13,523  |       |      |      |      |

## 外部連結
- Official website of the municipality （页面存档备份，存于）
- Official tourism website of the municipality （页面存档备份，存于）